# Раян Шеркі
Матіс Раян Шеркі (фр. Mathis Rayan Cherki, нар. 17 серпня 2003, Ліон, Франція) — французький футболіст, нападник клубу «Манчестер Сіті» та молодіжної збірної Франції.

## Ігрова кар'єра

### Клубна
Раян Шеркі є вихованцем футбольної академії клубу «Ліон». Вважався одним з кращих гравців молодіжного складу, за який грає з 15-річного віку. 9 вересня 2018 року Раян Шеркі забив гол у ворота «Манчестер Сіті» в турнірі Юнацької ліги УЄФА і став наймолодшим автором забитого гола в історії Ліги. На той момент йому виповнилось 15 років і 33 дні.
У липні 2019 року Шеркі підписав з клубом перший професійний контракт до 2022 року. У жовтні 2019 року дебютував у першій команді в турнірі Ліги 1.
19 серпня 2020 року, вийшовши на гру півфіналу Ліги чемпіонів проти «Баварії», Раян Шеркі став наймолодшим учасником півфіналу в історії Ліги чемпіонів.

### Збірна
Раян Шеркі має алжирське коріння. Його батько француз італійського походження. Та з 2018 року Шеркі є постійним гравцем юнацьких та молодіжної збірних Франції.

## Титули
Ліон
- Фіналіст Кубка ліги: 2019/20[6]

Олімпійська збірна Франції
- Срібні медалі Олімпійських ігр 2024[7]